# کرونگج
کرونگج (به لاتین: Krongj) یک روستا در آلبانی است که در فینیق واقع شده‌است.